# 青盲
《青盲》由楊文軍導演，改编自張海帆小说《青盲之越狱》，是中国大陆首部以越狱为题材的电视剧，号称「中国版越狱」。

## 内容简介
電視劇講述第二次國共內戰期間，國民黨灰衣社研制了一種化學武器用於內戰。共產黨派遣曾在蘇聯留過學的化學家特工劉明義（代號「小貓」）趕赴重慶，但劉明義剛一下船就趕上國民黨在碼頭的大清洗，劉明義被當作共產黨嫌疑犯關押進秘密監獄白山館。重慶共產黨地下黨負責人王老闆為營救「小貓」組織了200餘人武裝攻打白山館，但以失敗告終。而後，王老闆派遣共產黨潛駐重慶的代號為「青盲」的唯一高級獨立特工張海峰進入白山館，以協助劉明義越獄。張海峰到達白山館後，引起了國民黨的懷疑，國民黨對張海峰進行了體檢、喝瀉藥、洗胃等檢查，但最終還是沒有檢查出張海峰藏到身體中的帶有越獄工具的蠟丸，張海峰在最後時刻用計艱難取出蠟丸，成功完成了越獄行動的第一步。張海峰與被國民黨派到他牢房監視他的陈文海鬥智鬥勇，成功保住了自己的身份未被發現。陈文海死後，國民黨又派馮進軍去監視張海峰，而馮進軍又恰好是共產黨在多年前安插在白山館的另一名特工。張海峰最終歷盡艱苦終於聯絡上了「小貓」劉明義。然而，在實施越獄時張海峰又面臨種種問題，張海峰最終都將其迎刃而解。另外張海峰還遇到一些情感糾葛，如面對在白山館當醫生的前女友王玲雨，暗戀自己的女電影明星張蘭等。最終，在張海峰等人的一番努力之下，終於成功將劉明義從白山館救出。

## 主要角色
| 角色   | 演员   | 介绍                                                                               |
| 张海峰 | 于和伟 | 中共地下党员，重庆军需处处长，越狱行动的主要负责人，潜入白山馆执行越狱计划         |
| 冯进军 | 刘向京 | 中共党员，张海峰的狱友和助手                                                       |
| 刘明义 | 焦刚   | 从苏联留学归来的化学专家，代号“小猫”，被捕关押在白山馆，此次越狱行动的主要营救对象 |
| 王玲雨 | 王丽坤 | 张海峰的前女友，在白山馆担任医生职务                                               |
| 徐行良 | 沙溢   | 重庆特调处侦缉科科长，白山馆特勤长，王玲雨现未婚夫                                 |
| 冯彪   | 铁牛   | 白山馆警卫队队长，后被张海峰设计陷害，成为白山馆犯人                               |
| 周八   | 陆澎   | 白山馆一号楼看守                                                                   |
| 孙德亮 | 石文中 | 白山馆现任馆长                                                                     |
| 李圣金 | 吕一丁 | 重庆特调处处长                                                                     |
| 司徒灰 | 吴秀波 | 灰衣社社长                                                                         |
| 郑小眼 | 萧兵   | 白山馆监狱掏粪工人，后被张海峰争取协助越狱                                         |
| 皮景顺 | 金盛宇 | 白山馆关押犯人，后被张海峰争取协助越狱                                             |
| 王老板 | 钟林   | 张海峰的上级，越狱行动总指挥                                                       |
| 陈文海 | 谢君豪 | 中共地下党员，白山馆犯人，后投靠国民党，最后自杀                                   |
| 房宇   | 彭志东 | 白山馆首任馆长白文才私生子，在白山馆中装成疯子                                     |

## 播映
2012年3月1日，《青盲》在浙江卫视、安徽卫视、天津卫视、江西卫视四大卫视首次同步上星播映，之前曾经在中国大陆地区地方台播映。

## 评论
有评论认为青盲是受美剧《越狱》的启发，情节安排紧凑，配角个性鲜明，又比美剧主题更加「宽广」，拯救主题具现实意义。
但也有评论认为，《青盲》删改原著中「硬件」，涉嫌抄袭美剧《越狱》，但演员于和伟称「《越狱》和《青盲》不存在可比性。」，并称因原著小说越狱难度大如不修改很难拍成电视剧。也有人认为，《青盲》受中国大陆国情影响，政治色彩太浓，使得整部戏显得毫无悬念。

## 收视率
(由csm数据参考而来，收视率包括全天收视指数和市场(收视)份额参数)
| 平台     | 平均收视率 | 平均市場份額 | 全年排名 |
| 浙江卫视 | 1.230      |              | 36       |

## 獎項
- 2012国剧盛典获2012年度十佳电视剧第7位。

## 外部連結
- 《青盲》安徽衛視专题
- 《青盲》新浪網专题 （页面存档备份，存于）
- 《青盲》观剧报告 网易娱乐 （页面存档备份，存于）

| 中国安徽卫视 每晚19:30                 | 中国安徽卫视 每晚19:30             | 中国安徽卫视 每晚19:30 |
| -------------------------------------- | ---------------------------------- | ---------------------- |
|                                        | 青盲 （2012.03.01 - 2012.03.25）   |                        |
| 蚁族的奋斗 （2012.02.18 - 2012.02.28） | 甄嬛传 （2012.03.26 - 2012.05.03） |                        |